# All Hallows' Eve
 (срп. Ноћ свих светих) амерички је хорор филм из 2013. Режију, сценарио и монтажу потписује Дејмијен Леоне, у свом редитељском дебију. Прати двоје деце и њихову дадиљу који гледају необележену видео-касету током Ноћи вештица, која приказује кловна убицу по имену Арт. Главне улоге глуме: Кејти Магвајер, Кетрин Калахан, Мари Мејсер, Кејла Лијан и Мајк Ђанели. Садржи снимке из кратког филма The 9th Circle (2008) и Terrifier (2011), које је режирао Леоне и приказују кловна Арта.
Приказан је 29. октобра 2013. и добио је помешане рецензије критичара. Прати га самостални наставак, All Hallows' Eve 2, приказан 2015, који садржи сегменте неколико редитеља. Кловн Арт је 2016.приказан у сопственом филму Terrifier, чији сценарио и режију потписује Леоне.

## Радња
Док пази на двоје деце током Ноћи вештица, дадиља проналази стару VHS касету у дечијој торби. Касета садржи три приче о терору, које повезује исти кловн убица.

## Улоге
| Глумац               | Улога              |
| -------------------- | ------------------ |
| Кејти Магвајер       | Сара               |
| Кетрин Калахан       | Керолајн           |
| Мари Мејсер          | дизајнерка костима |
| Кејла Лијан          | Кејси              |
| Мајк Ђанели          | Арт                |
| Сидни Фрејхофер      | Тија               |
| Кол Метјусон         | Тими               |
| Брендон Деспејн      | ванземаљац         |
| Мајкл Шмил           | Џон                |
| Мариса Вулф          | Кристен            |
| Мина Тејлор          | Сара               |
| Данијел Родас        | човек у аутомобилу |
| Кристина Еванџелиста | страшило           |
| Ана Малије           | трудница           |
| Ерик Дијез           | Сатана             |